# بيت الدبيلي (النادرة)

تعديل مصدري - تعديل

بيت الدبيلي هي إحدى قرى عزلة مقنع الأعلى بمديرية النادرة التابعة لمحافظة إب، بلغ تعداد سكانها 175 نسمة حسب تعداد اليمن لعام 2004.